# Ana Eurídice Eufrosina de Barandas
Ana Belmira da Fonseca Barandas (Porto Alegre, 8 de setembre de 1806 — Paraíba do Sul, 23 de juny de 1863), més coneguda pel seu nom de ploma Ana Eurídice Eufrosina de Barandas, va ser una escriptora brasilera, una pionera de la literatura femenina i feminista en el país.

## Biografia
Era filla de Joaquim da Fonseca Barandas, natural de Morgado de Carapito, Portugal i Ana Felícia do Nascimento. Ambdós venien de noces anteriors. El pare era un cirurgià culte que tenia un considerable patrimoni immobiliari en Porto Alegre, on s'havia establert i va exercir una forta influència en l'educació de la filla favorita, possiblement fent-li personalment de professor i introduint-la en el coneixement de la literatura clàssica. Ana Eurídice també hauria rebut educació musical, ja que la família organitzava festes on el pare tocava instruments i la mare cantava.
Es va casar el 23 de març de 1822 amb l'advocat portuguès José Joaquim Pena Penalta. La parella va passar temporades alternant Rio de Janeiro i Porto Alegre. José Joaquim va ser cònsol de Portugal per a les províncies de Rio Grande do Sul i Santa Catarina, però aparentment vivia una vida irregular, es va embolicar en un escàndol i va ser arrestat a Rio. El 8 d'agost de 1843 Ana Eurídice es va divorciar del marit. Ana Eurídice va tenir els següents fills: Aurora Augusta (07/03/1823 — ?), Eurídice Eufrosina (02/01/1831 — ?), José (07/03/1834 – 05/01/1835), Corina Thalia (? — després de 1872) i, possiblement, Eugênia. Després de la mort del pare, el 1849, va assumir l'autoritat de la família.
Podria haver conegut personalment la Nísia Floresta, amb qui compartia idees feministes semblants, advocant per la igualtat entre els gèneres i la participació de la dona en la política i en el canvi social. Durant la Revolució Farroupilha, es va posicionar públicament a favor de l'Imperi i contra el separatisme dels revolucionaris. Va deixar publicats els volums Filósofa por amor (1845), amb cròniques, poemes i contes, i O ramalhete, ou flores escolhidas no jardim da imaginação (1845), contenint nou sonets, una oda, setze quartets sobre la mort del seu gos Apolo, un poema de dos quartets, una glosa, quartetes i quatre textos en prosa: Eugênia ou a filósofa apaixonada, Uma lembrança saudosa, A queda de Safo ou O Cinco de Maio i Diálogos; amb temes com l'amor, les seves alegries i desil·lusions, l'experiència de la guerra, el patriotisme i el fracàs de les seves noces; canta, filosofa i fa crítica social. Hilda Flores va reeditar O ramalhete el 1990, llançat per l'Editora Nova Dimensió/EDIPUCRS.
Segon Hilda Flores, "fins que es demostri el contrari, [ella és] la primera dona poeta, cronista i novel·lista del país". Maria Helena de Bairros va dir que ella "va ser una de les introductores de la forma narrativa en la literatura sulina i brasilera, a través de la publicació de contes i cròniques" i, segons Sérgio Barcellos Ximenes, "Eugênia o la filósofa enamorada és la primera història de ficció d'una escriptora brasilera, i Diàlegs, el primer text feminista del teatre nacional". Per a Flores, "en retratar fets i esdeveniments personals o de la seva època […] Ana Eurídice va conferir a la seva obra un doble valor: literari i històric, imaginari i real, nascut de la creació però expressant valors reals de les primeres dècades vuitcentistes". En la lectura de Bairros:
| « | Es registra en l'obra d'Ana Eurídice un correcte grau d'euridició i un desig de filiar-se a una tradició pel fet d'haver invocat figures mitològiques per a traduir la fatalitat de les situacions i dels actes humans com, per exemple, passions i desitjos. Culturalment més il·lustrada del que Delfina, Ana va deixar transparentar un correcte coneixement de la tradició literària, a través de la correcció formal i del tipus de rimes escollides. La utilització d'imatges clàssiques tradicionals va sedimentar, en la poesia d'Ana Eurídice, una espècie d'adhesió a l'estètica arcàdica. […] En l'obra d'Ana, l'amor va perdent el contingut passional i la impulsivitat, per a transformar-se en un joc de seducció. Els sentiments passen a ser declarats de manera elegant i discreta, perquè les regles d'aquest joc exigien, a l'època, moderació, sobretot, perquè l'amor, quan era expressat per una dona, havia de ser vist només com una espècie d'exercici lúdic o ficció literària". | » |